# Lupin III - Il sigillo di sangue, la sirena dell'eternità
Lupin III - Il sigillo di sangue, la sirena dell'eternità (ルパン三世 血の刻印 〜永遠のMermaid〜?, Rupan Sansei - Chi no kokuin ~Eien no mermaid~) è il ventiduesimo (ventitreesimo contando il crossover Lupin III vs Detective Conan) special televisivo animato giapponese dedicato al ladro gentiluomo Lupin III nato dalla mente di Monkey Punch, andato in onda per la prima volta su Nippon Television il 2 dicembre 2011. In Italia lo speciale è stato trasmesso in prima TV su Italia 1 il 15 ottobre 2016 alle 23:15.

## Trama
Una strana donna, tale Toudou Masae, chiede al famoso ladro gentiluomo Arsenio Lupin III di rubare uno strano e famoso gioiello che sta per essere venduto dal misterioso Himuro ad un'asta sul mercato nero. Inizialmente il protagonista rifiuta, ma dopo aver visto che la bella Fujiko è tenuta in ostaggio dalla perfida donna, accetta. Lupin e la sua banda riescono a sfuggire per l'ennesima volta all'instancabile ispettore Zenigata ed ai suoi uomini rubando l'agognato gioiello risalente all'epoca Asuka, la "Squama della Sirena". Il colpo quindi riesce, ma ben presto Lupin si accorge di aver rubato un falso; intanto la signora Toudou viene assassinata da Kageura, un abile spadaccino che darà del filo da torcere anche a Goemon, che è anche l'assistente di Himuro, ovvero colui che aveva messo in vendita il prezioso gioiello.
Frattanto, Lupin conosce la dolce Maki, bambina di dieci anni che desidera diventare a tutti i costi un'apprendista del simpatico ladro gentiluomo. Nonostante i continui rifiuti di Lupin, la ragazzina riesce ad intrufolarsi nel covo del ladro, e successivamente in casa di Himuro, in cui è situata la vera Squama della Sirena.
Si dice che quando la Squama della Sirena (di colore blu) sarà riunita ad un altro gioiello, la Squama del Drago (di colore arancione), davanti al possessore delle due gemme preziose apparirà un favoloso tesoro, noto come "tesoro di Yaobikuni" e questo è il grande obiettivo di Himuro. Inoltre, l'infido Himuro conduce in segreto esperimenti sugli esseri umani, per riuscire a trovare un modo che gli permetta di "sconfiggere la morte". Il tutto si ricollega a Misa, migliore amica di Maki (che la considera come quella sorella che non ha mai avuto), la quale ha il misterioso potere di guarire da qualunque ferita, persino mortale. A causa di questa peculiarità del suo corpo tutti l'avevano sempre evitata e disprezzata; tutti tranne la piccola Maki.
Himuro cerca quindi di capire come faccia Misa a rigenerari e tramite il suo sangue esegue gli esperimenti.
Lupin riesce comunque a rubare insieme a Maki il gioiello blu autentico; e riesce ad impadronirsi anche della Squama del Drago sbeffeggiando per l'ennesima volta l'ispettore Zenigata; Fujiko tenterà in seguito di sottrargli le due pietre preziose seducendolo e poi narcotizzandolo, ma nonostante ciò Lupin intuisce il suo piano e riesce a farle rubare due falsi.
Himuro rapisce Maki e Lupin immediatamente si reca al suo salvataggio insieme a Jigen, Goemon, Fujiko e Misa. Il gruppo si dirige verso la misteriosa isola in cui si dice sia nascosto il tesoro. Una volta superate tutte le trappole e le insidie dei meandri dell'isola e messi al posto giusto i due gioielli, il tesoro si rivelerà essere una mistica monaca buddhista di nome Yaobikuni che da ben 800 anni riesce a mantenere il proprio corpo giovane ed immortale. Inoltre, la donna sembra essere un'antenata di Misa; ecco quindi spiegato l'incantesimo che impedisce a Misa di ferirsi: la ragazza è una discendente della famosa monaca. Himuro rivela che anche lui è un discendente di Yaobikuni, e per coronare il suo sogno di vita eterna preleva un campione di sangue da quest'ultima e se lo inietta. Quest'avvenimento causa la trasformazione di Himuro, il quale diventa un gigantesco e orribile mostro incapace di essere ferito e dotato di una forza sovrumana. Quando tutto sembra perduto, Yaobikuni prende possesso del corpo di Misa e riesce ad indebolire il malvagio Himuro, ferito gravemente dai colpi di pistola di Jigen, decapitato dalla spada di Goemon e definitivamente annientato da una pallottola sparata da Lupin.
Goemon, poco prima, riesce a sconfiggere Kageura, mentre Zenigata ritrova un monocolo, che si scoprirà appartenere a Arsenio Lupin I, nonno di Lupin III. Sembra che Lupin I, avesse già scoperto in passato il tesoro nascosto (ovvero Yaobikuni), e le promise che sarebbe tornato a trovarla. E per mantenete la parola data ha fatto credere al nipote di non esser riuscito a scovare il tesoro; aveva affidato quindi a Lupin III il compito di trovarlo. Yaobikuni credendo di trovarsi di fronte a Lupin I, trova la pace scomparendo per sempre. Così, tramite suo nipote Lupin III, Lupin I ha mantenuto la parola data. Mentre parte dell'isola inizia a crollare Lupin e Misa finiscono in acqua col rischio di affogare. All'ultimo momento improvvisamente davanti al re dei ladri compare una sirena che lo guida verso l'uscita.
Lupin viene infine tratto in salvo da Jigen e Goemon a bordo di un gommone. Riusciti a fuggire dall'isola, domandano a Lupin se abbia capito qualcosa sulla misteriosa Yaobikuni e della sua immortalità e di Himuro, trasformatosi infine in un mostro. Il ladro gentiluomo ammette che forse Yaobikuni era il risultato dell'evoluzione umana di centinaia di secoli che si era manifestata in anticipo nel corso del tempo. Arrivando a conclusione che tutte le misteriose creature citate nelle leggende come: vampiri, sirene, orchi, lupi mannari siano anch'essi risultati di questa evoluzione umana accelerata. Ma poiché considerati mostri e temuti dalle persone normali essi si sono nascosti nei vari angoli del mondo o anche in mare per sfuggire alle persecuzioni.
Lupin saluta infine Maki e Misa, mentre fugge su un motoscafo rubato da Fujiko all'ormai defunto Himuro insieme a Jigen e Goemon. Inoltre, Maki fa notare a Misa di come lei sia ferita ma non si sia rigenerata. Infatti sembra che la "maledizione" sia sparita e Misa dice che è stata "rubata" da un ladro veramente in gamba.

## Doppiaggio
L'edizione italiana è stata curata, per Mediaset, dallo studio Logos di Milano con la supervisione editoriale di Tania Gaspardo. La direzione del doppiaggio è a cura di Alessio Pelicella mentre la traduzione e l'adattamento dei dialoghi sono a opera di Andrea De Cunto.
| Personaggio               | Doppiatore originale | Doppiatore italiano |
| ------------------------- | -------------------- | ------------------- |
| Arsenio Lupin III         | Kan'ichi Kurita      | Stefano Onofri      |
| Daisuke Jigen             | Kiyoshi Kobayashi    | Alessandro D'Errico |
| Goemon Ishikawa XIII      | Daisuke Namikawa     | Antonio Palumbo     |
| Fujiko Mine               | Miyuki Sawashiro     | Alessandra Korompay |
| Ispettore Koichi Zenigata | Kōichi Yamadera      | Rodolfo Bianchi     |
| Maki                      | Haruka Shibuya       | Gaia Bolognesi      |
| Misa                      | Risa Shimizu         | Monica Volpe        |
| Himuro                    | Akira Ishida         | Federico Di Pofi    |
| Kageura                   | Shiro Saito          |                     |
| Toudou Masae              | Masako Nozawa        | Paola Majano        |
| Yao Bikuni                | Risa Shimizu         | Perla Liberatori    |
| Arsenio Lupin I           | Kan'ichi Kurita      | Alberto Bognanni    |

Questo special ha visto il cambiamento di alcuni dei doppiatori originali: Zenigata non è più doppiato dallo storico doppiatore Gorō Naya, Fujiko non è doppiata dalla consueta Eiko Masuyama e infine Goemon non è più doppiato da Makio Inoue.

## Musiche
Come di consueto le musiche sono curate da Yūji Ōno.
- Sigla di apertura: Rupan Sansei no Theme '78 (versione 2002) di Yūji Ōno
- Sigla di chiusura: Love Squall di Yoshie Nakano

## Edizioni home video
Il 22 febbraio 2012 sono usciti in Giappone i DVD e Blu-ray Disc dello special, editi da VAP, mentre in Italia sono usciti in vendita dal 6 giugno 2024 all'interno della raccolta LUPIN THE 3rd TV MOVIE COLLECTION 2011-2013 in un cofanetto che comprende anche Lupin III - La pagina segreta di Marco Polo e Lupin III - La principessa della brezza.